# Luca Barone
Pour les articles homonymes, voir Barone.
Luca Barone, né le 10 juillet 2000, est un kayakiste français.

## Biographie
Luca Barone est médaillée d'argent en K1 sprint par équipe aux Championnats d'Europe de descente de canoë-kayak 2021 à Sabero.
Aux Championnats du monde de descente de canoë-kayak 2021 à Bratislava, il est médaillé d'argent en K1 individuel ainsi qu'en kayak par équipes avec Maxence Barouh et Hugues Moret.
Aux Championnats du monde de descente de canoë-kayak 2023 à Augsbourg, il est médaillé de bronze en K1 individuel ainsi qu'en K1 par équipes.